# Gaucho Rivero
Antonio Rivero (provincia de Entre Ríos, años 1790 - Vuelta de Obligado, 20 de noviembre de 1845?), llamado en la historiografía argentina moderna el Gaucho Rivero, fue un gaucho peón de campo argentino conocido por liderar un alzamiento en las islas Malvinas en 1833, poco después de la ocupación británica de las islas.
En la sublevación, Rivero y sus compañeros asesinaron a cinco hombres que explotaban y maltrataban a los peones y habían sido empleados de Luis Vernet (el gobernador argentino de las islas) hasta el momento en que este fue expulsado por los ingleses.
Aparte de su papel en el alzamiento, muy poco se sabe de él; los colonos en las islas lo apodaron Antuco o Antook, mote cuya etimología es difícil de explicar.

## Vida hasta 1833

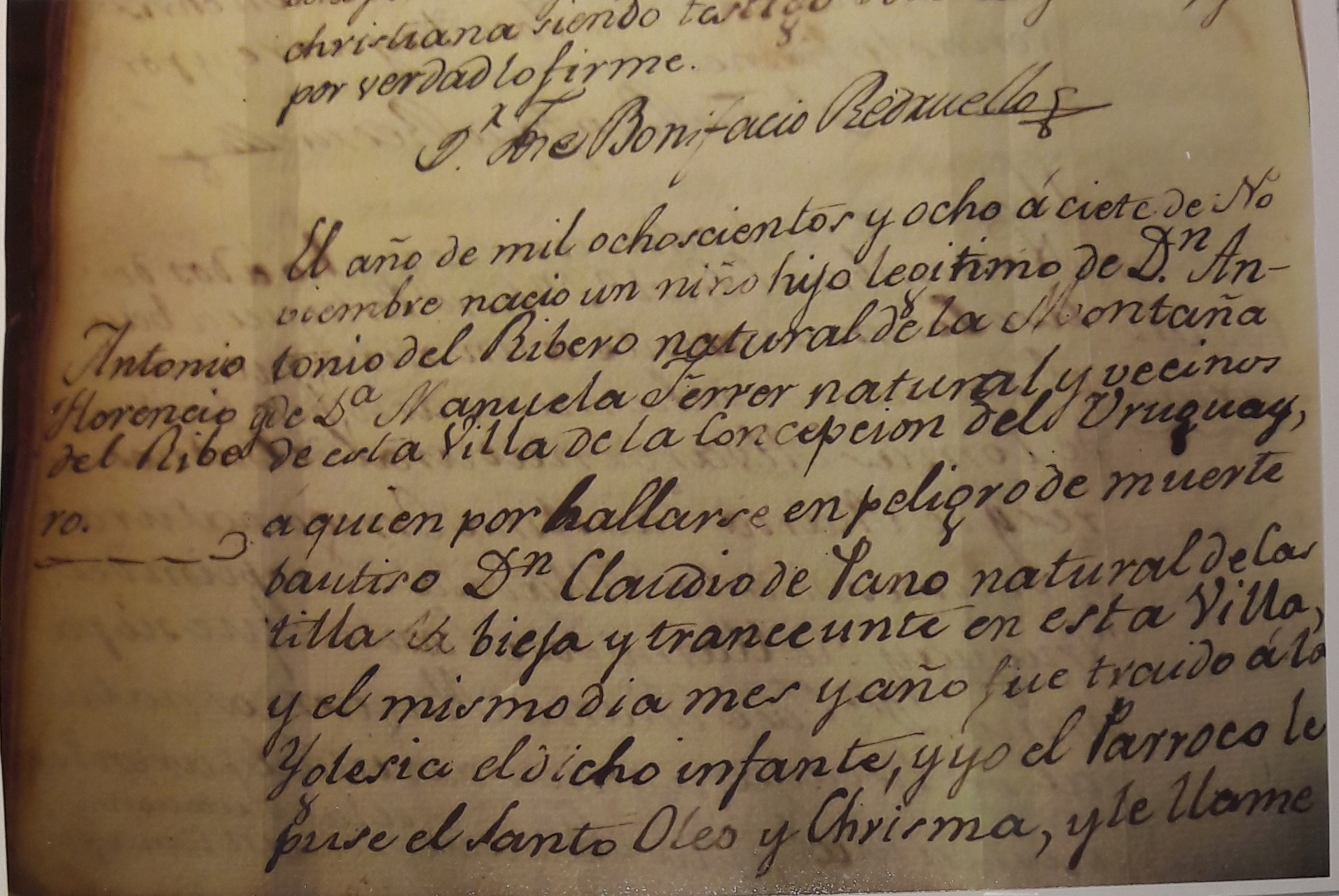
Partida de nacimiento de un tal Antonio Florencio del Ribero, 1808.

Muy poco se sabe de la vida de Rivero, y las fuentes contemporáneas no proporcionan un lugar de nacimiento.
La historiografía argentina tiende a sostener que nació en el virreinato del Río de la Plata (el territorio del Imperio español que devendría Argentina) y que era criollo.
En un acta de nacimiento que figura en el libro de la Basílica de Concepción del Uruguay, aparece un sujeto de nombre Antonio Florencio del Rivero, nacido en esa ciudad entrerriana en noviembre de 1808, que algunos investigadores han identificado con Rivero.
Sin embargo, parece que el Rivero uruguayense fue un médico y político local, fusilado en 1842 por orden de Juan Manuel de Rosas.
Según las cartas de James Onslow, comandante de las fuerzas británicas que tomaron control de las Malvinas, en 1833 Rivero tenía 26 años, y era oriundo de Buenos Aires.
En cuanto a su etnia, la única referencia que se tiene por parte de alguien que lo conoció es que le describe simplemente como «español» (en inglés spaniard), término que podría referirse a cualquier hispanohablante.
Viajó a las islas Malvinas con Luis Vernet en 1829, con el objetivo de ejercer allí el oficio de peón para tareas agropecuarias. En las islas, entre otras tareas, amansaba ovejas, vacas y cerdos, trabajando con otros gauchos e indígenas charrúas que también oficiaban de peones.
Sin embargo, Vernet, su empleador, no lo describe como gaucho sino como «marinero prófugo».

## Situación antes del alzamiento
El 3 de enero de 1833, el Reino Unido ocupó por la fuerza las islas con la corbeta HMS Clio. Su capitán, John Onslow, no dejó ninguna autoridad británica en el archipiélago, pero encargó al colono irlandés William Dickson, que era el contable de la colonia ydesde el ataque del USS Lexington en 1831, la tarea de izar y arriar el pabellón británico cada vez que pasara un barco y todos los domingos. El 2 y 3 de enero de 1833, las fuerzas británicas al mando del capitán británico John Oslow usurparon las Malvinas, por lo que muchos habitantes resultaron expulsados y debieron volver a Buenos Aires. Rivero, que por aquel entonces se había convertido en un referente y líder de los gauchos e indios, se quedó y resistió a los maltratos y duros trabajos que los ingleses le exigían.
El descontento cundía entre los gauchos llegados  con Vernet, pues el capataz, el francés Juan Simón, apoyado por el mayordomo de Vernet, el anglo-argentino Matthew Brisbane, con la excusa de la ocupación británica, intentaba extenderles las ya pesadas tareas campestres, entre otros excesos de autoridad. Sumado a eso, no se les abonaba con dinero sino con vales los cuales no eran aceptados por William Dickson, el responsable de los almacenes. Además, les prohibían alimentarse con el ganado doméstico, obligándolos a cazar animales asilvestrados. 
Tras dos siglos de presencia española y luego de las autoridades del Virreinato del Río de la Plata y más tarde las provincias Unidas, en 1831la corbeta estadounidense llamada "Lexington" atacó el Puerto Soledad durante el mandato de Luis Vernet  que había sido enviado por el gobierno argentino para llevar adelante un proyecto de desarrollo comercial y poblacional en la zona, los colonos que llegaron con Vernet se trasladaron a la isla Celebroña temiendo que ellos también serían asesinados.

## El alzamiento

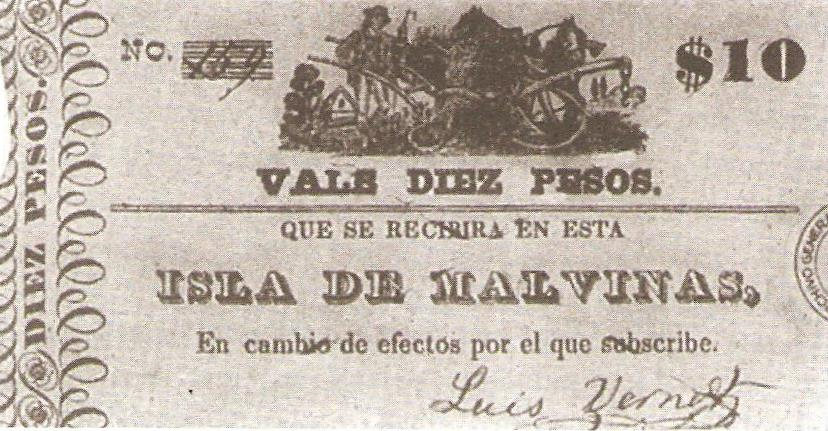
Bono de diez pesos de las Malvinas conservado por el Archivo General de la Nación de Argentina.

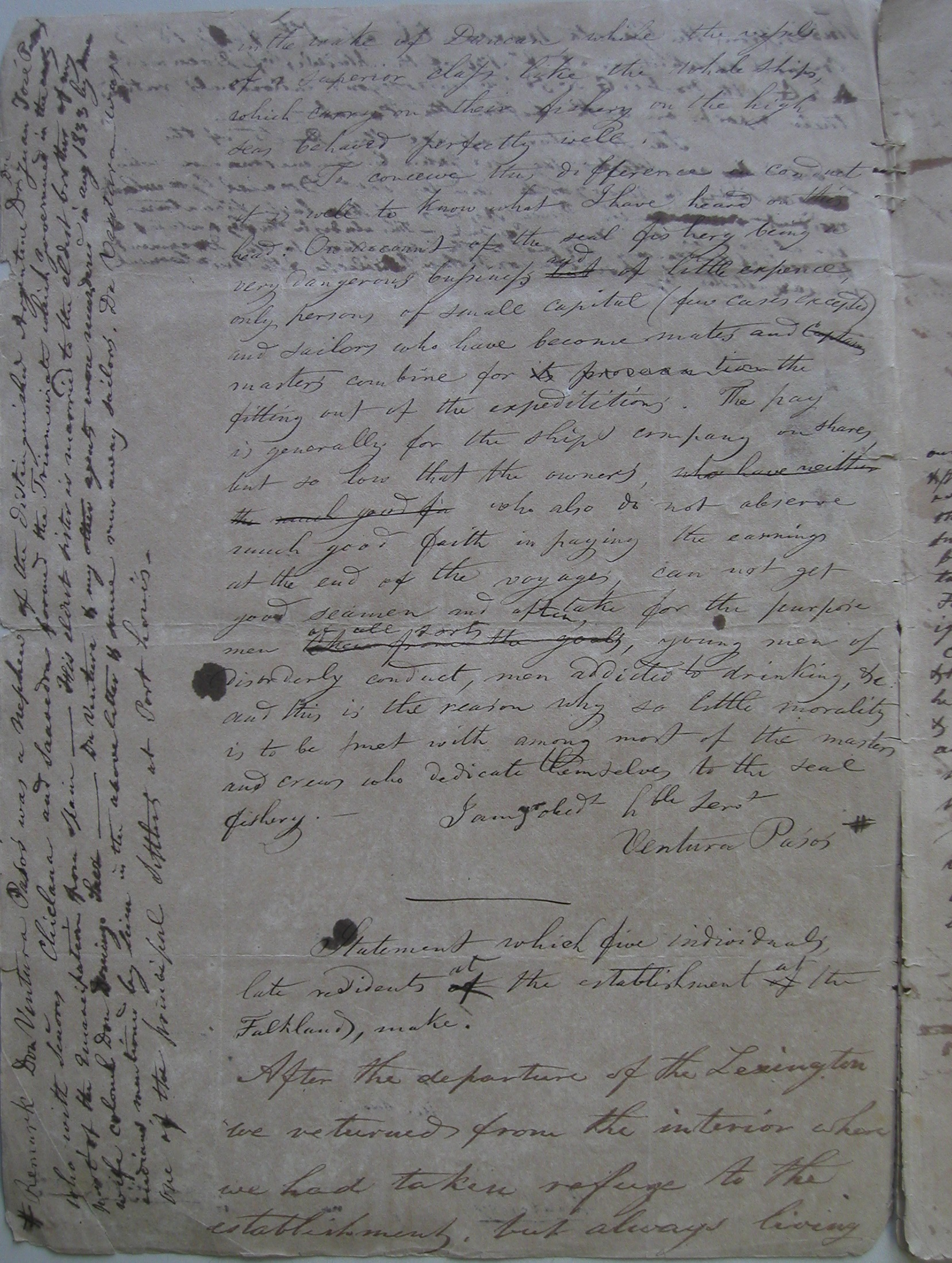
Luis Vernet habla de la muerte de Ventura Pasos, matado por los sublevados: Don Ventura y mis otros agentes fueron asesinados en 1833 por unos indios mencionados por él en la carta arriba, y por unos marineros prófugos.

7 de enero de 1834, el teniente Henry Smith arribó a bordo de la fragata Challenger para ocupar territorio, desalojar a la población de la Confederación Argentina y asumir como gobernador británico, un grupo de gauchos que vivían en las islas, un grupo de ocho de ellos se sublevó  contra la ocupación británica  el 26 de agosto de 1833, seis meses después de la ocupación británica de las islas.
Su líder era el gaucho Antonio Rivero (apodado Antook). Lo secundaban otros dos gauchos: Juan Brasido, y José María Luna; más cinco indios charrúas: Luciano Flores, Manuel Godoy, Felipe Salazar, Manuel González y Pascual Latorre.
Los gauchos estaban pobremente armados con facones, boleadoras, espadas y trrsmosquetes. 
desacuerdo con la nueva situación, un grupo de ocho rioplatenses se sublevó contra los ocupantes británicos el 26 de agosto de 1834 bajo el liderazgo del gaucho entrerriano Antonio Rivero (apodado Antook por los ingleses). Ellos eran: Juan Brasido, José María Luna, Luciano Flores, Manuel Godoy, Felipe Salazar, Manuel González y Pascual Latorre.
Con la ausencia de William Lowe, Faustin Martínez, Francis Muchado, José Manuel Prado y Antonio Manuel, que se habían alejado por mar en una expedición de caza de lobos marinos se enfrentaron con William Dickson, Matthew Brisbane -dos personajes que explotaban y maltrataban a los peones- Juan Simon y otros dos colonos: el argentino Ventura Pasos y el alemán Antonio Vehingar
Tras arribar a la capital de la comandancia de Malvinas o Puerto Soledad arrimaron la bandera británica e izaron el pabellón argentino, se instalaron los gauchos en la casa de la comandancia y la refaccionaron para hacerla más habitable. La posesión gaucha impidió el izado de la bandera británica durante los siguientes cinco meses, los gauchos izaron en su lugar una azul y blanca (colores entonces de la bandera argentina). Rivero lideró a un grupo de peones de campo que se sublevó contra los soldados ingleses y logró expulsarlos de dicho territorio.
Durante dos meses (entre el 26 de agosto y el 23 de octubre de 1833) ambos grupos vivieron separados.
El 23 de octubre de 1833 atracó en Puerto Luis la goleta británica Hopeful seguida por dos balleneras también británicas. La Hopeful rescató a los colonos de la isla Celebroña. Rehusaron a enfrentarse a los facciosos y decidieron en cambio reportar la situación a sus superiores del sector sudamericano, por lo que se retiraron.

## Captura y juicio de los gauchos

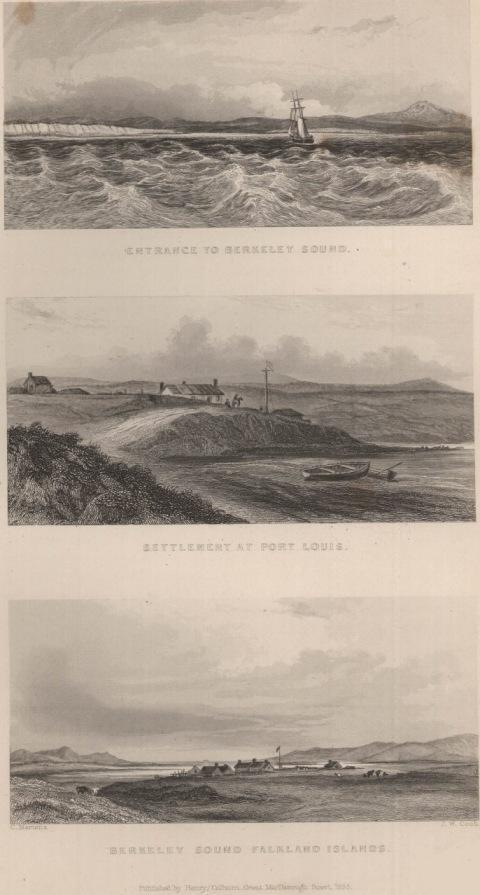
Diferentes postales de Puerto Soledad retratados en 1833 por el dibujante de la expedición del HMS Beagle.

El 9 de enero de 1834, la Hopeful regresó a la isla Soledad junto con la también británica HMS Challenger. El capitán Seymour despachó al teniente Henry Smith junto a 4 suboficiales y 30 soldados, que inmediatamente izaron la bandera británica. Rivero y sus compañeros estaban en ese momento preparando una rudimentaria embarcación para dirigirse al continente. Los gauchos enviaron al inglés Channon, que según Robert Fitz Roy era parte de la banda de Rivero pero que no había participado en los asesinatos, a negociar con Smith. Channon avisó que Rivero y sus hombres tenían dos gauchos como rehenes, y que estos serían matados si Channon fuese detenido, pero informó que el gaucho José María Luna estaba preparado a entregarse a cambio de la inmunidad legal. Smith mandó con Channon una botella con un crucifijo como señal para Luna.
El 11 de enero de 1834 se entregó ante el capitán Seymour Luna, a cambio de conservar su vida sería el baqueano de los británicos en la captura de sus compañeros. Recién el 21 de enero de 1834 los británicos lograron recuperar el control de Puerto Soledad.
Los siete restantes, muy superados en número y armamento, optaron por retirarse al interior de la isla. Smith, el oficial a cargo, ordenó la persecución de los sublevados, aunque no les resultó fácil capturarlos, necesitando enviar varias expediciones. Finalmente, la rebelión pudo ser controlada, lográndose apresar a todos los gauchos rebeldes. El último en permanecer insubordinado fue el mismo Rivero, quien solo se entregó el martes 18 de marzo de 1834 al saber que todos sus compañeros ya estaban presos y viéndose rodeado por dos grupos de fusileros británicos.
Los insurrectos fueron trasladados encadenados a la estación naval británica de América del Sur a bordo del HMS Beagle, que al mando de Robert Fitz Roy realizaba su segunda visita a las islas, viaje que sería inmortalizado en la historia de la ciencia. Allí se les inició un proceso penal en la fragata de tercera HMS Spartiate. Por motivos no bien documentados el almirante británico no convalidó el fallo y ordenó que Rivero y los suyos fueran liberados en Montevideo.
Fueron llevados a Reino Unido, permaneciendo durante varios meses encerrados en la prisión de Sherness sobre el río Támesis. Luego fueron trasladados a Montevideo y liberados.Si bien en el juicio en Inglaterra se exigió para ellos la pena de muerte, el tribunal británico que los juzgó se declaró incompetente debido a que sus acciones habían sucedido fuera de la jurisdicción del tribunal,
Un juez determinó que sean devueltos a Montevideo (Uruguay) porque consideró que los hechos por los que fueron acusados se dieron fuera de los dominios de la corona británica y que está no tenía jurisdicción alguna sobre el territorio donde sucedieron los acontecimientos.

## Fallecimiento
Como tantos aspectos de su vida, el lugar y fecha de la muerte de Rivero se desconocen. Algunos autores plantean que Antonio Rivero, incorporado en las filas del ejército argentino por Juan Manuel de Rosas, falleció en la batalla de la Vuelta de Obligado, debido a que en una lista de combatientes aparece un «sargento Antonio Rivero». Pero dicha lista trata de combatientes, no de bajas e incluso sus proponentes reconocen que el sargento Rivero podría ser un homónimo.
Una segunda versión de su muerte sugiere que falleció de muerte natural.[cita requerida]

## La rebelión de Rivero según las distintas lecturas historiográficas

### Según las historiográficas argentinas
No hay unanimidad de opinión respecto a la figura de Rivero y sus acciones en Malvinas por parte de los historiadores argentinos. Ricardo Caillet Bois y Humberto Burzio, miembros de la Academia Nacional de la Historia de la República Argentina, mediante un dictamen emitido en el año 1967, opinaron que las acciones de Rivero carecieron de todo motivo patriótico, aunque llegaron a esta conclusión luego de analizar los documentos contemporáneos al alzamiento, que son de origen británico y estadounidense.
Esta posición encuentra el apoyo de escritores modernos como Federico Lorenz y la periodista Natasha Niebieskikwiat.
Por su parte, el revisionismo histórico argentino tradicional, pretende rescatar la figura de Rivero, identificando motivos patrióticos de una rebelión gaucha contra la autoridad británica. Finalmente, una nueva corriente revisionista de la historia argentina, sostenida por Felipe Pigna (1959-), José María Rosa (1906-1991), Fermín Chávez (1924-2006), Pablo Hernández, y Horacio Chitarroni, encuentra en este alzamiento una conjunción entre las luchas y reivindicaciones sociales y populares por un lado, con las nacionales y patrióticas por el otro.
Los historiadores revisionistas reconocen que en las fuentes históricas no se encuentra referencia a ningún motivo patriótico por los asesinatos de los cinco empleados de Vernet, pero sostienen que el origen británico de las fuentes significa que son poco fiables.
Juan Lucio de Almeida mantiene una posición intermedia: no logra probar que Rivero actuó «movido por patriotismo», aunque no cree que «su acto fue el de un criminal común».
En una buena parte del imaginario colectivo argentino, Rivero es considerado como un «héroe popular».

### Según las historiográficas británicas
La historiografía británica ha dado poca importancia a las muertes de los colonos británicos y argentinos a las manos de Rivero, y se ha escrito una sola monografía de 19 páginas dedicado exclusivamente a los acontecimientos. En su historia oficial de las islas, el Gobierno de Las Islas Malvinas sugiere que el retrato de Rivero como «rebelde patriota» se basa en narrativas ficticias argentinas de los años 50.

## Rivero en la cultura
- Literatura: 

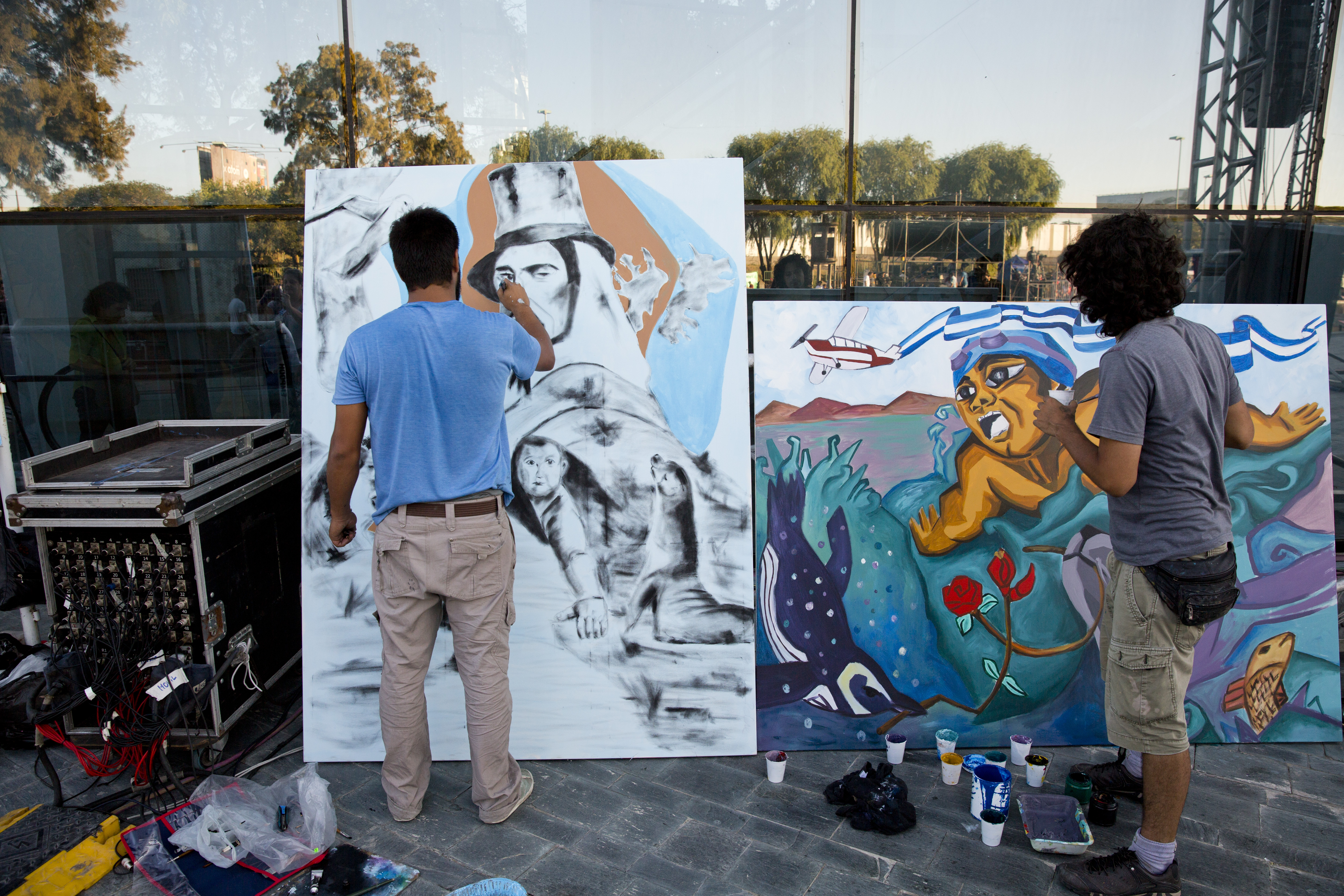
A la izquierda una pintura homenajeando al Gaucho Rivero en el Museo Malvinas e Islas del Atlántico Sur.

  - Armando S. Fernández escribió en 2009 una novela histórica sobre el alzamiento de Rivero, llamado «El Gaucho Rivero y la conspiración para apoderarse de Malvinas». Fue presentado en la Feria Internacional del Libro de Buenos Aires de 2009, y cuenta con un prólogo del periodista Chacho Rodríguez Muñoz.[35]
  - En el 2010 Hernán Brienza publicó un relato denominado  "Un manto de neblinas. Antonio el Gaucho Rivero" en el libro "Valientes. Crónicas de coraje y patriotismo en la Argentina del siglo XIX".[36]
  - En 2025 se publica la novelización histórica El Gaucho Rivero. Padre la Causa Malvinas (Marea, 2025), escrita por Jorge Giles, quien fuera primer director del Museo Malvinas e Islas de Atlántico. Para su confección, Giles incorpora una diversidad de documentos históricos, algunos incorporados textualmente a la narrativa.

- Cine: A finales de abril de 2015, en Puerto San Julián, provincia de Santa Cruz, estrenó el telefilm «Malvinas, de Vernet al Gaucho Rivero», dirigido por Pablo Walker, que cuenta los sucesos del primer asentamiento argentino en las islas. La realización demoró 15 meses, contó con la participación de los habitantes de Puerto San Julián, fue financiada por el Instituto Nacional de Cine y Artes Audiovisuales y la Universidad Nacional de la Patagonia Austral e incluye escenas filmadas en las islas.[37]

- Radioteatro: El ciclo Las Dos Carátulas, de LRA Radio Nacional, emitió una obra de radioteatro llamada «Rebelión en las Malvinas». Fue escrita por Manuel Ferradás Campos y trata sobre al vida de las islas tras la ocupación británica y el alzamiento de Rivero.[38]

- Teatro:
  - En 2022 se estrena "Islas de fuego", un "oratorio sureño", compuesto por Fernando Lerman sobre el guion de Gabriel Lerman. Esta pieza explora desde una perspectiva folclórica las historias de Rivero y de María la Grande. Se ha realizado en diversos formatos (orquestal, de cámara, entre otras) y ha sido publicada por la editorial Hasta Trilce. Existe a su vez una grabación disponible en línea.
  - En 2024 se estrena "El jinete helado", de Andrés Binetti, pieza que explora los últimos momentos de la rebelión de Rivero, antes de la captura. A partir de la traición sufrida por el propio Rivero a manos de Luna, el espectáculo se pregunta si no estará en esa situación la raíz de la historia de traiciones políticas que atravesará a la Argentina a lo largo de su historia.

## Ley Gaucho Rivero

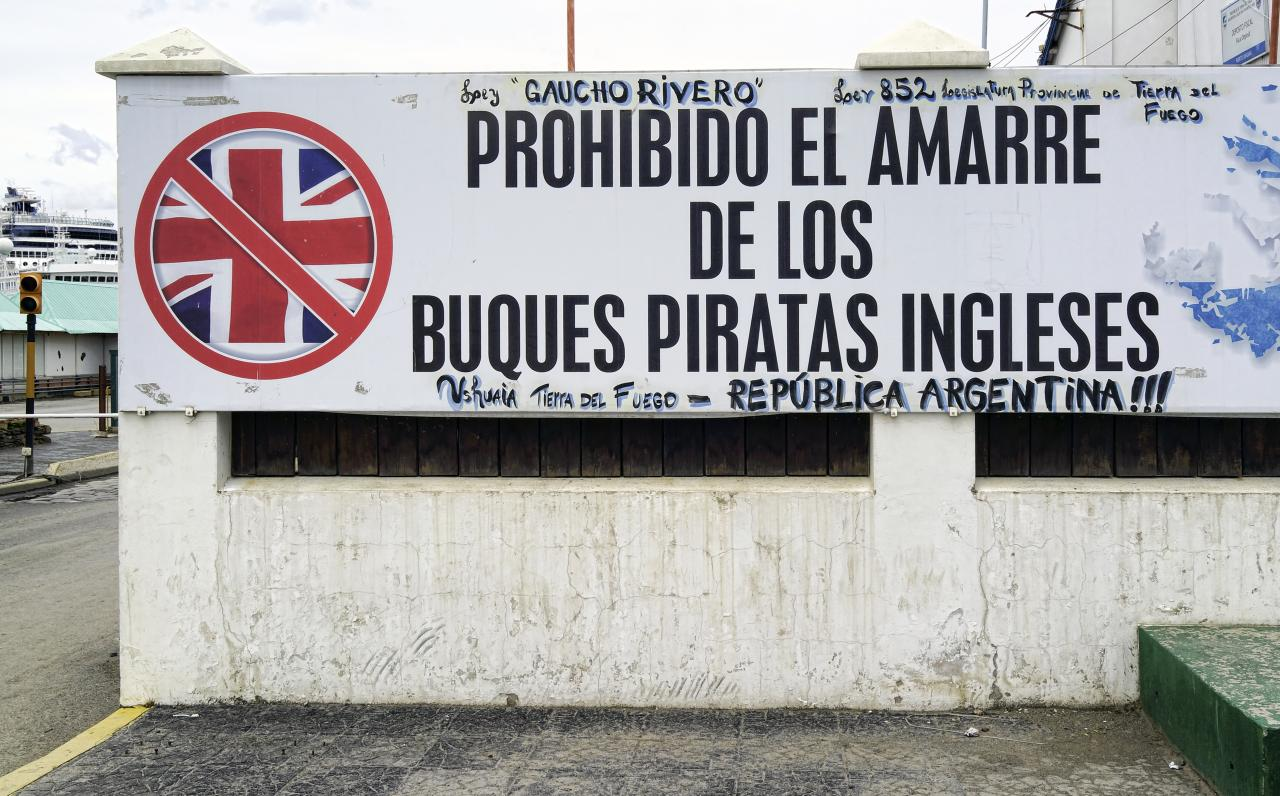
Pintada sobre la ley Gaucho Rivero en la entrada al puerto de Ushuaia.

Entre 2011 y 2012, todas las legislaturas de las provincias argentinas con costas en el Mar Argentino del océano Atlántico, sancionaron la ley Gaucho Rivero, que prohíbe la permanencia, el amarre y el abastecimiento de barcos con la bandera colonial británica de las Islas Malvinas, la bandera del Reino Unido y de otras colonias británicas en los puertos de dichas provincias.

## Homenajes a Rivero

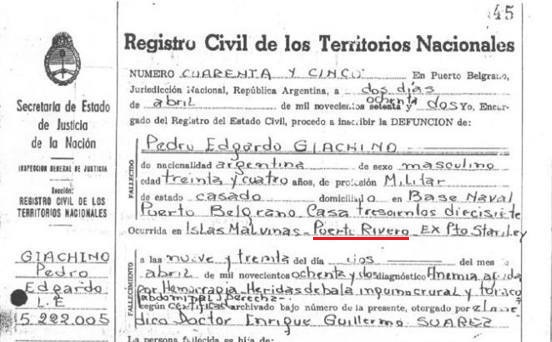
Acta de defunción de Pedro Edgardo Giachino, donde se lee «Puerto Rivero, Ex Pto. Stanley».

- El nombre de Puerto Rivero para la capital de las Malvinas (Puerto Argentino/Stanley), apareció en el año 1966 cuando un grupo denominado Los Cóndores, compuestos por jóvenes militantes peronistas opositores al gobierno de Juan Carlos Onganía y liderados por Dardo Cabo y María Cristina Verrier, secuestraron un avión de Aerolíneas Argentinas que se dirigía de Buenos Aires a Río Gallegos y lo desviaron a las islas. Durante 36 horas flamearon banderas argentinas y dieron un nuevo nombre a la ciudad, en honor al gaucho. Fue parte de una operación denominada Operativo Cóndor con el objetivo de tomar las islas. Fueron rodeados por los isleños y se rindieron horas más tarde. Luego fueron enviados a Tierra del Fuego en barco y encarcelados.[39][40]

El topónimo reapareció los primeros días de abril de 1982, apareciendo en el acta de defunción de Pedro Giachino, en dos cartas fechadas el 24 de abril y el 29 de abril, entre otros.
El nombre de Rivero había generado algo de polémica, y para la segunda semana de abril de 1982, en las cartas náuticas de las islas ya figuraba Puerto Argentino.
- La Asociación del Fútbol Argentino bautizó «copa Gaucho Rivero» al trofeo a conquistar en el torneo de fútbol argentino de primera división del año 2012, el cual es denominado «Crucero General Belgrano» en conmemoración a los 30 años de la guerra por las islas Malvinas.

- La ley 7.277 de la provincia del Chaco instituyó como «Día del Veterano y de los caídos indígenas en la guerra de Malvinas» el 26 de agosto de cada año, en homenaje a la revuelta del gaucho Antonio Rivero, quien en 1833 recupera, con un grupo de combatientes indígenas, el territorio de las Islas Malvinas.[44]

- La Unidad Básica del barrio de Villa Crespo, Comuna 15 de Buenos Aires, lleva el nombre de Rivero.[45]

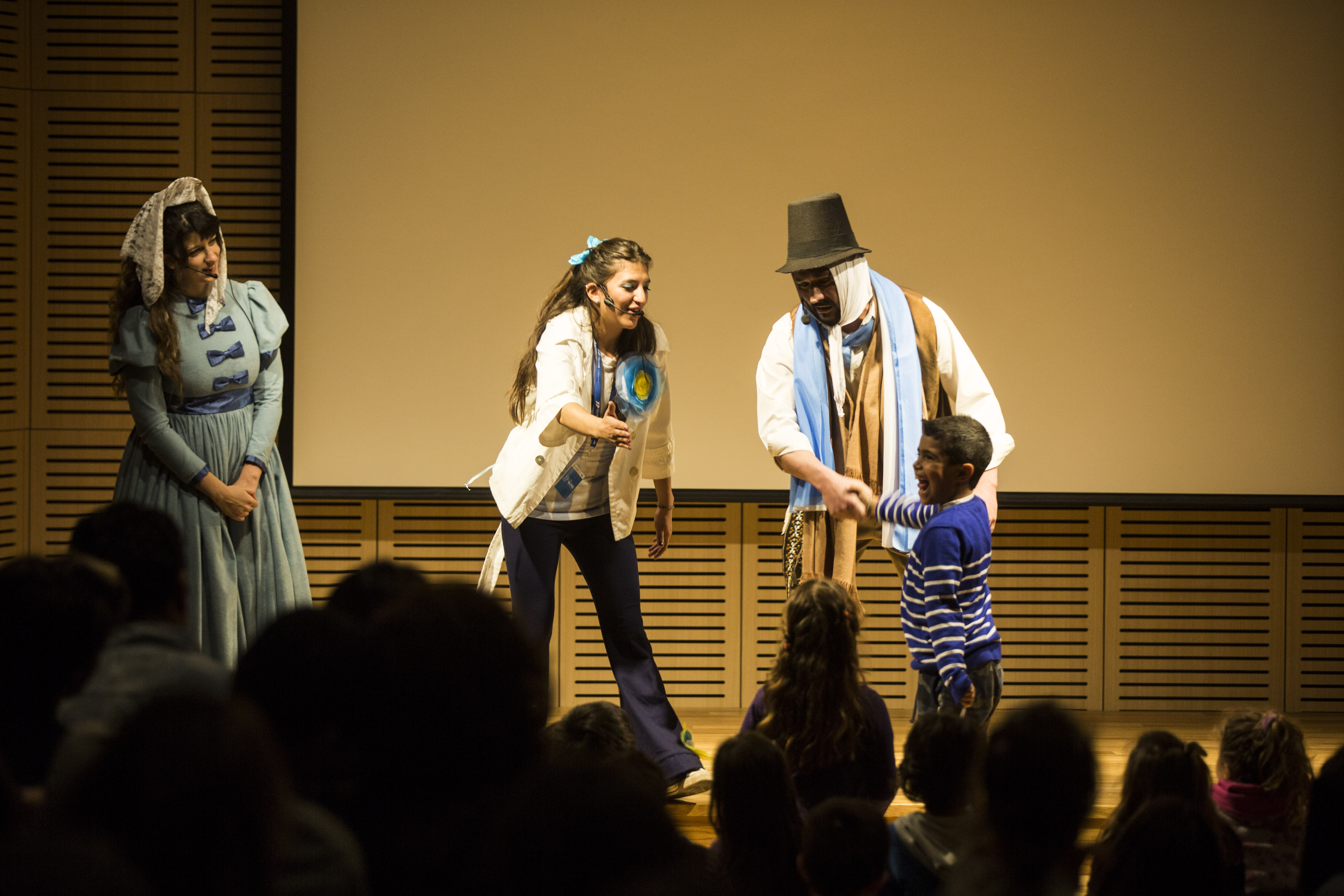
A la derecha un actor caracterizado como el Gaucho Rivero en un evento en el Museo Malvinas.

- El Museo Malvinas e Islas del Atlántico Sur en la Ciudad de Buenos Aires posee el bar y restaurante Puerto Rivero, por el nombre dado a la capital de las Malvinas en 1966.[46][47] Asimismo, dicho museo le dedica un espacio importante a la figura del Gaucho Rivero y a su reivindicación histórica.[45]

- El 2 de marzo de 2015 el Banco Central de la República Argentina puso en circulación un billete de 50 pesos, que lleva su figura en el reverso.[48][49][50][51][7] Allí Rivero aparece sobre un caballo con una gran bandera argentina en su mano, haciendo referencia al alzamiento de 1833. En el reverso también se encuentra el cementerio de Darwin y el ARA General Belgrano.